# برايان هافلوك
برايان هافلوك (بالإنجليزية: Brian Havelock)‏ هو متسابق دراجات نارية بريطاني، ولد في 9 مايو 1942 في Yarm ‏ في المملكة المتحدة.